# Sentinel
|  | Denne artikel er oprettet af botten PalnaBot ud fra en ekstern database. Den kan derfor have sproglige fejl eller mangler. Denne skabelon kan fjernes efter kontrol af indholdet. |

Sentinel er en film med ukendt instruktør.

## Handling
Langt oppe i bjergene sidder en mand og venter. Han venter på at himlen skal åbne sig.